# Gabriel Mario Ogando
Gabriel Mario Ogando (La Plata, Buenos Aires, 22 de agosto de 1921-Buenos Aires, 19 de julio de 2006) fue un futbolista argentino. Se desempeñaba como arquero y cumplió una extensa carrera de catorce temporadas consecutivas en Estudiantes de La Plata, donde es uno de los futbolistas con mayor cantidad de presencias en la historia del club.

## Trayectoria
Debutó en Primera División con sólo 18 años, en un encuentro entre Estudiantes de La Plata y Boca Juniors que terminó igualado 1-1, en el Estadio Jorge Luis Hirschi.
Defendió el arco del equipo platense durante 14 temporadas consecutivas, entre 1939 y 1952, con un total de 362 partidos oficiales entre campeonatos y copas de Primera División, siendo uno de los dos arqueros con mayor cantidad de encuentros disputados en la historia del club, por detrás de Mariano Andújar.
Se mantuvo en Estudiantes hasta 1953, para luego ser transferido tras la intervención política del club a mediados del año anterior, hecho que motivó a la «Comisión Interventora» a liquidar el plantel profesional y negociar a Huracán la cesión de cinco de sus principales figuras, luego de un reclamo salarial del plantel: Ricardo Infante, Manuel Pelegrina, Antonio Giosa, Roberto Rodríguez y el mismísimo Ogando.
Fue uno de los arqueros más destacados de la década de 1940 y de 1950, período en el que con Estudiantes, además, se consagró campeón de la Copa Escobar de 1944 y la Copa de la República del año siguiente.
Después de su breve paso por Huracán (24 partidos en dos torneos), finalizó su carrera futbolística en River Plate, siendo suplente del legendario Amadeo Carrizo en los planteles campeones de Primera División de 1955 y 1956.

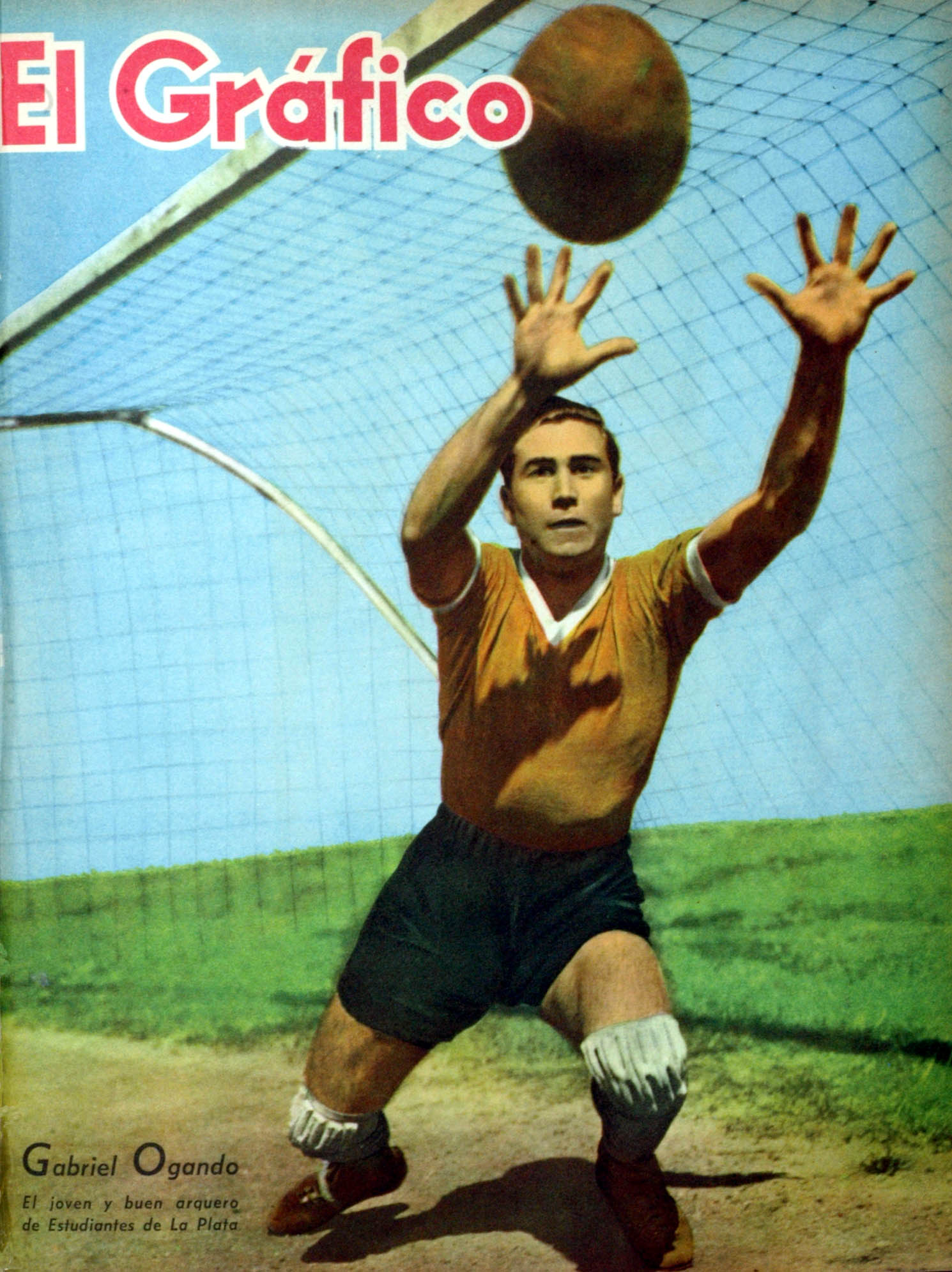
Gabriel Mario Ogando, en la portada de El Gráfico, en 1941.

Es el padre de Gabriel Ogando, músico baladista destacado en la década de 1980; también de  Gabriel Mario Flores [Ogando], arquero suplente en el equipo de Estudiantes de La Plata campeón de la Copa Intercontinental), a quien nunca reconoció.
Falleció en Buenos Aires, el 18 de julio de 2006, a los 84 años.

## Selección nacional
Participó en la Selección de fútbol de Argentina durante cinco partidos, entre 1945 y 1952, cuando todavía jugaba en Estudiantes de La Plata. Su debut se produjo el 8 de julio de 1945, en el triunfo argentino ante su par de Paraguay por 3-1, con la particularidad que ese día, además, contuvo un tiro penal.

## Clubes
| Club                    | País      | Año       |
| ----------------------- | --------- | --------- |
| Estudiantes de La Plata | Argentina | 1939-1952 |
| Huracán                 | Argentina | 1953-1954 |
| River Plate (1)         | Argentina | 1955-1956 |

(1) No llegó a disputar ningún partido como titular

## Palmarés

### Copas nacionales
| Título               | Club                    | País      | Año  |
| -------------------- | ----------------------- | --------- | ---- |
| Copa Escobar         | Estudiantes de La Plata | Argentina | 1944 |
| Copa de la República | Estudiantes de La Plata | Argentina | 1945 |